# Ingrid Vanherle
Ingrid Vanherle (Bilzen, le 5 août 1970) est une joueuse de football de nationalité belge qui a arrêté sa carrière le 29 mai 2010. De juillet 2015 à septembre 2022, elle fut la Directrice Administrative de l'Académie Robert Louis-Dreyfus (devenu SL16 Football Campus) du Standard de Liègeavant de devenir la Directrice Générale du Standard Fémina.

## Biographie
Elle a débuté à Herk Sport. Après un an d'arrêt en 2005-2006, elle a repris au Standard Fémina de Liège, c'était son troisième passage dans le club liégeois, dont elle a été la capitaine.
Ingrid Vanherle a aussi joué à 48 reprises avec l'équipe de Belgique.
En juin 2011, elle devient entraîneur-adjoint du Standard Fémina de Liège. Elle a aussi été l'entraîneur principal pour une rencontre après le départ d'Henri Depireux en octobre 2011.
Du 1er juillet 2012 au 30 juin 2015, elle est le manager général de la BeNe Ligue, la nouvelle compétition commune à la Belgique et aux Pays-Bas.

## Palmarès

### Comme joueuse
- Championne de Belgique (7) : 1986 - 1989 - 1992 - 1995 - 1997 - 1998 - 2009
- Vainqueur de la Coupe de Belgique (4) : 1988 - 1994 - 1996 - 1998
- Finaliste de la Coupe de Belgique (3) : 1992 - 1995 - 2009
- Vainqueur de la Super Coupe de Belgique (4) : 1996 - 1997 - 1998 - 2009
- Doublé Championnat de Belgique-Super Coupe de Belgique (2) : 1997 - 2009
- Doublé Coupe de Belgique-Super Coupe de Belgique (1): 1996
- Triplé Championnat de Belgique-Coupe de Belgique-Super Coupe de Belgique (1): 1998

14 titres

### Comme entraîneur-adjoint
- Championne de Belgique (1) : 2012
- Vainqueur de la Coupe de Belgique (1) : 2012
- Doublé Championnat de Belgique-Coupe de Belgique (1): 2012
- Vainqueur de la Super Coupe de Belgique (1) : 2011
- Vainqueur de la BeNe SuperCup (1) : 2012

4 titres

## Statistiques

### Ligue des Champions
- 2009-2010 : 2 matchs